# القضاء العالمي

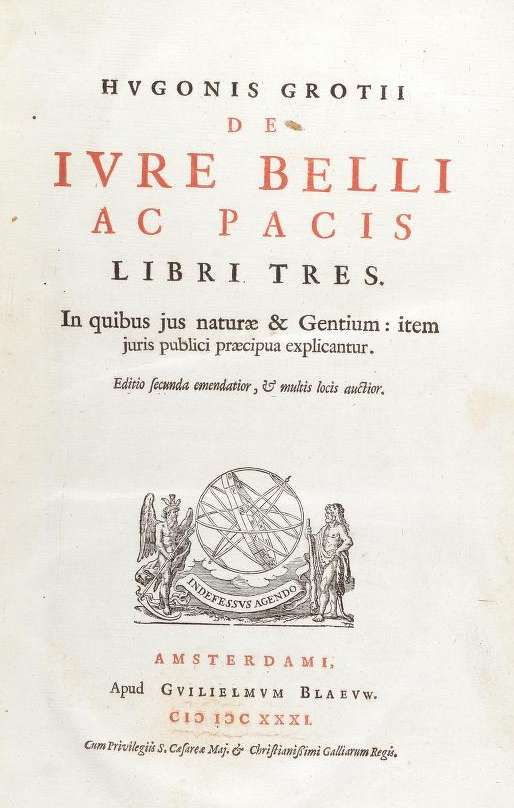
صفحة العنوان من الطبعة الثانية (أمستردام 1631) لكتاب De jure belli ac pacis

يسمح القضائي العالمي للدول أو المنظمات الدولية بمقاضاة شخص متهم بصرف النظر عن مكان ارتكاب الجريمة المزعومة وعن جنسية المتهم أو بلد الإقامة أو أي علاقة أخرى مع الكيان العام. تعتبر الجرائم التي تقع تحت راية القضاء العالمي جرائم ضد الجميع، وهي خطيرة جدًا لدرجة لا يمكن للتحكيم القضائي أن يلعب دورًا في ذلك.
يرتبط مفهوم الاختصاص القضائي العالمي ارتباطًا وثيقًا بفكرة اعتبار بعض القواعد الدولية هامةً لجميع الناس، أو أنها قضايا تسترعي اهتمام العالم أجمع، كما يرتبط أيضًا بمفهوم القواعد الآمرة، وهي مبادئ أساسية على جميع الدول قبولها.
تشكل بعض الجرائم تهديدًا خطيرًا للغاية للمجتمع الدولي ككل، بحيث يقع على عاتق الدول واجب منطقي وأخلاقي بمقاضاة الفرد المسؤول عن جريمة ما، وذلك وفقًا لمنظمة العفو الدولية المؤيدة لسيادة القضاء العالمي. لذلك، لا ينبغي أن يكون أي مكان ملاذًا آمناً لأولئك الذين ارتكبوا جرائم الإبادة الجماعية وجرائم ضد الإنسانية وعمليات الإعدام خارج نطاق القضاء وجرائم الحرب والتعذيب والاختفاء القسري.
يجادل معارضون مثل هنري كيسنجر -الذي دُعي هو نفسه للإدلاء بشهادته حول عملية كوندور للحكومة الأمريكية في محكمة إسبانية- أنّ القضاء العالمي يشكل انتهاكًا لسيادة كل ولاية؛ ناقش كيسنجر بأن جميع الدول متساوية في السيادة كما أكد ميثاق الأمم المتحدة: «إن الاتفاق واسع النطاق على وجوب مقاضاة انتهاكات حقوق الإنسان والجرائم ضد الإنسانية قد أعاق النظر الفعلي في الدور الصحيح للمحاكم الدولية. يهدد القضاء العالمي بخلق طغيان عالمي من القضاة». يشرح كيسنجر؛ قد تتحول عملية القضاء العالمي بسرعة إلى محاكمات صورية ذات دوافع سياسية لمحاولة وضع طابع شبه قضائي على أعداء أو خصوم الدولة.
عقد مجلس الأمن التابع للأمم المتحدة في 28 أبريل/ نيسان عام 2006 مؤتمرًا أصدر فيه القرار رقم 1674، الذي أكّد من جديد أحكام الفقرتين 138 و139من وثيقة نتائج القمة العالمية لعام 2005، والتي تتمحور حول أهمية حماية السكان من الإبادة الجماعية وجرائم الحرب والتطهير العرقي والجرائم ضد الإنسانية؛ إذ يلتزم مجلس الأمن باتخاذ إجراءات معينة لحماية المدنيين في النزاعات المسلحة.

## دول معينة تستند إلى القضاء العالمي
تؤكّد بعض الدول والمحاكم الدولية سيادة القضاء العالمي، والنتيجة هي نفسها: يُحاكم بعض الأفراد المسؤولين عن جرائم محددة بصرف النظر عن المكان الذي يعيشون فيه، أو مكان حدوث الجريمة؛ تكون هذه الجرائم مهمة لدرجة تستدعي الإدانة العالمية.

تقول منظمة العفو الدولية إن أكثر من خمس عشرة دولة أجرت تحقيقات وملاحقات قضائية منذ نهاية الحرب العالمية الثانية؛ إذ اعتمدت هذه الدول على القضاء العالمي لمحاكمة أشخاص معينين، ومن هذه الدول: أستراليا، النمسا، بلجيكا، كندا، الدنمارك، فنلندا، فرنسا، ألمانيا، إسرائيل، المكسيك، هولندا، السنغال، إسبانيا، سويسرا، المملكة المتحدة والولايات المتحدة. كتبت منظمة العفو:
«تلتزم جميع الدول الأطراف في اتفاقية مناهضة التعذيب واتفاقية البلدان الأمريكية بتقديم أو تسليم كل شخص مشتبه فيه بالتعذيب موجود في إقليمها إلى السلطات المسؤولة. بالإضافة إلى ذلك، أصبح من الواضح لجوء الدول -حتى تلك التي ليست دولًا أطراف في هذه المعاهدات- إلى القضاء العالمي فيما يخص التعذيب بموجب القانون الدولي العرفي».
ومن الأمثلة على دول معينة لجأت إلى القضاء العالمي هي محاكمة إسرائيل في محاكمتها لأدولف أيخمان، وملاحقة إسبانيا للديكتاتوريين والمجرمين في أمريكا الجنوبية. حاول مركز الحقوق الدستورية في الآونة الأخيرة في سويسرا وكندا مقاضاة الرئيس الأمريكي السابق جورج دبليو بوش نيابةً عن أشخاص تعرضوا للتعذيب في معسكرات الاعتقال الأمريكية معتمدين على القضاء العالمي في ذلك. ألغى بوش رحلته إلى سويسرا بعد ظهور هذه الأنباء إلى العلن، أمّا كندا أغلقت القضية قبل القبض عليه. قدم المركز شكوى إلى الأمم المتحدة لفشل كندا في التزامها باتفاقية مناهضة التعذيب العالمية، وهو أمر لا يزال يُنظَر فيه حتى الآن.

## حصانة موظفي الدولة
خلصت محكمة العدل الدولية في 14 فبراير/ شباط عام 2002 بعد قضية أمر اعتقال ما إلى أن موظفي الدولة قد يتمتعون بالحصانة بموجب القانون الدولي أثناء خدمتهم في السلطة. ذكرت المحكمة أنّ الحصانة لا تُمنَح لموظفي الدولة لمصلحتهم الخاصة، وإنما لضمان الأداء الفعال لمهامهم نيابة عن ولاياتهم. ذكرت المحكمة أيضًا امتلاك مسؤولي الدولة حصانة من الاعتقال في دول أخرى بتهم جنائية، بما في ذلك تهم جرائم الحرب أو الجرائم ضد الإنسانية. أضافت محكمة العدل الدولية قائلةً إن موظفي الدولة «قد يخضعون لإجراءات جنائية أمام محاكم جنائية دولية معينة، ومن الأمثلة على ذلك: المحكمة الجنائية الدولية ليوغوسلافيا السابقة، والمحكمة الجنائية الدولية لرواندا، والمحكمة الجنائية الدولية في المستقبل».
تلقى تشارلز تايلور -رئيس ليبيريا السابق- في عام 2003 مذكرة توقيف من قبل المحكمة الخاصة لسيراليون (SCSL) التي أنشئت تحت رعاية معاهدة بين الأمم المتحدة وحكومة سيراليون فقط. طعن تايلور في حكم المحكمة مدعيًا الحصانة، لكن المحكمة الخاصة لسيراليون خلصت في عام 2004 إلى أن «المساواة في السيادة بين الدول لا تمنع محاكمة رئيس الدولة أمام محكمة جنائية دولية». أدانت المحكمة تايلور في عام 2012 وحكمت عليه بالسجن لمدة خمسين عامًا، ما جعله أول رئيس دولة -منذ محاكمات نورمبرغ بعد الحرب العالمية الثانية- يُحاكَم ويُدان من قبل محكمة دولية. باختصار، إن مسألة ما إذا كان رئيس دولة سابق قد يتمتع بالحصانة يعتمد على المحكمة الدولية التي تحاول محاكمته، وكيف تتم عملية تشكيلها، وكيف تُفسَّر صلاحياتها.

## تطبيق القضاء العالمي في بعض الدول

### أستراليا
أكدت المحكمة العليا الأسترالية سلطة البرلمان الأسترالي -بموجب الدستور الأسترالي- في تطبيق القضاء العالمي على جرائم الحرب في قضية بوليوخوفيتش ضد الكومنولث لعام 1991.

### بلجيكا
أقر البرلمان البلجيكي في عام 1993 «قانون القضاء العالمي» (ويشار إليه أحيانًا باسم «قانون الإبادة الجماعية في بلجيكا»)، الذي يسمح بمحاكمة جميع الأشخاص المتهمين بارتكاب جرائم حرب أو جرائم ضد الإنسانية أو جرائم الإبادة الجماعية. أُدين في عام 2001 أربعة مواطنين روانديين وحُكم عليهم بالسجن لمدة تتراوح بين 12 و20 سنة لتورطهم في جرائم الإبادة الجماعية في رواندا عام 1994. تلا ذلك تعاقب سريع للحالات:
- اتُّهِمَ رئيس الوزراء أرييل شارون بالتورط في مذبحة صبرا وشاتيلا التي وقعت في لبنان عام 1982 على أيدي ميليشيا مسيحية.
- كما رفع الإسرائيليون دعوى ضد ياسر عرفات مدعين تورطه بنشاطات إرهابية.
- وفي عام 2003، قام الضحايا العراقيون في تفجير بغداد عام 1991 بتوجيه اتهامات ضد جورج دبليو بوش وكولن باول وديك تشيني.